# Ronald Noble

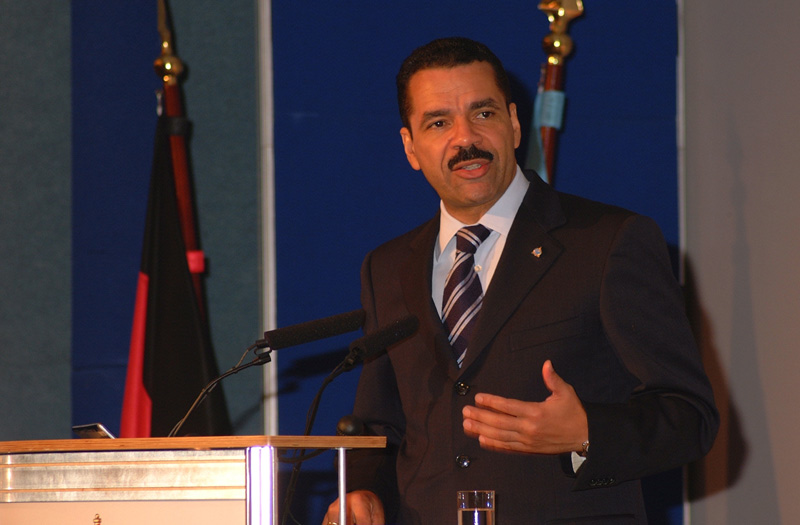
Ronald Noble.

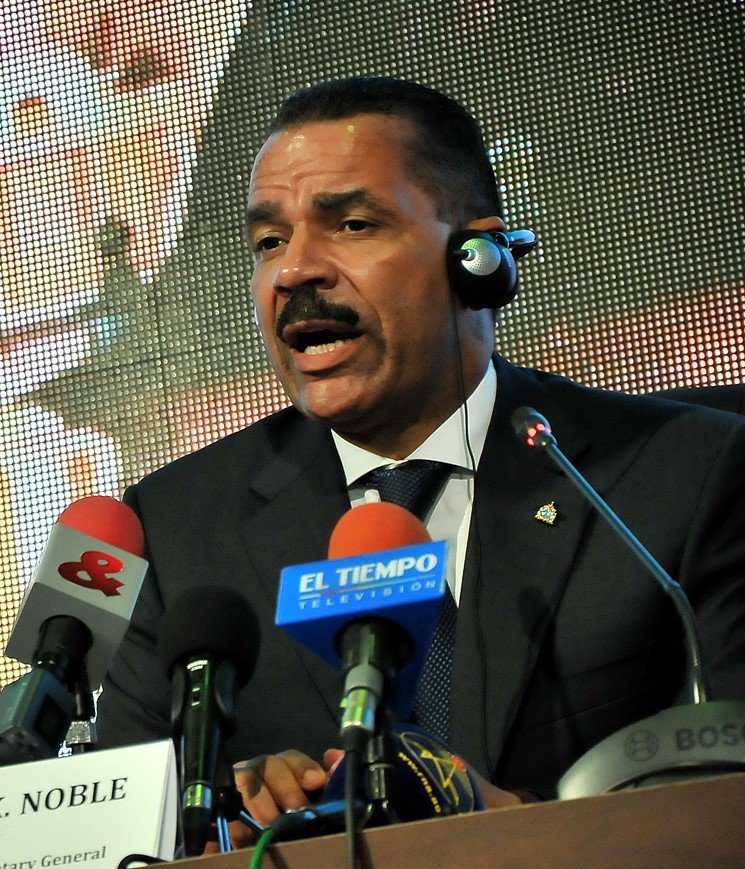
Ronald Noble 2013

Ronald Kenneth Noble (Fort Dix, Nueva Jersey; 1956) es un oficial de la ley estadounidense y secretario general de Interpol entre 2000 y 2014, sucedido por Jürgen Stock.

## Carrera académica
Se graduó en 1979 de la Universidad de New Hampshire con una licenciatura en economía y administración de empresas en la Escuela Whittemore de Negocios y Economía. Más tarde, se graduó en 1982 de la Escuela de Derecho de Stanford. Noble también es profesor titular de la Facultad de Derecho de la Universidad de Nueva York, con permiso de ausencia mientras servía en INTERPOL.

## Carrera de Derecho
Desde 1993 hasta 1996 fue el subsecretario de ejecución del Departamento del Tesoro de los Estados Unidos, donde estuvo a cargo del Servicio Secreto de Estados Unidos, la Oficina de Alcohol, Tabaco, y Armas de Fuego, el Centro de Capacitación Aplicación de la Ley Federal, la Oficina de control de Activos Extranjeros, y la Red de Control de Crímenes Financieros. Fue jefe del "Equipo de revisión Administrativa Waco" del Departamento, que elaboró un informe sobre las acciones de la ATF en contra de los Davidianos que conducían el sitio de Waco.